# Pedro Biava Ramponi
Pedro Biava Ramponi (* 11. Juni 1902 in Rom; † 16. Juni 1972 in Barranquilla) war ein kolumbianischer Komponist.
Biava besuchte seit 1911 auf Betreiben seines Bruders Angelo Biava, der Musiker im Sinfonieorchester von Paris war, das Conservatorio di Santa Cecilia, wo er Klarinette, Komposition und Orchesterleitung studierte. Nach dem Dienst als Musiker in einem italienischen Infanteriebataillon wanderte er 1926 nach Kolumbien aus.
Dort unterrichtete er bis zu seinem Tode als Professor an der Universidad del Atlántico und war Mitglied verschiedener Orchester von Barranquilla. Seit 1943 leitete er das Orquesta Filarmónica, die Compañía de Ópera und das  Streichquartett des Konservatoriums der Stadt.

## Werke
- Intermezzo für Orchester, 1933
- Motivos Colombianos, Orchesterfantasie
- Preludio para Orquestra, 1933
- Las Siete Palabras de Cristo, Oratorium, 1934
- Serenate d'Amore für Flöte, Klarinette, Trompete, Violinen, Cello und Kontrabass
- Volveremos für Flöte, Klarinettem Saxophon, Trompete, Violine und Kontrabass
- Trio für Violine, Viola und Cello, 1934
- Anapesto für Streichquartett, 1933
- Streichquartett Nr. 1 und Nr. 2
- Reverie, 1955
- Divertimento para Cuarteto de Maderas, 1933
- Sextett für Harfe und Streichquintett
- Misa für gemischten Chor
- Requiem für gemischten Chor

| Personendaten    | Personendaten             |
| ---------------- | ------------------------- |
| NAME             | Biava Ramponi, Pedro      |
| KURZBESCHREIBUNG | kolumbianischer Komponist |
| GEBURTSDATUM     | 11. Juni 1902             |
| GEBURTSORT       | Rom                       |
| STERBEDATUM      | 16. Juni 1972             |
| STERBEORT        | Barranquilla              |